# Action Stories
Action Stories (рус. Э́кшн Сто́риес) — литературный многожанровый популярный журнал, печатавшийся в Нью-Йоркском издательстве Fiction House в период с 1921 по 1950 годы.
В отличие от многих иных pulp-журналов того времени, активно публиковавших истории ужасов и научную фантастику, журнал «Action Stories» специализировался исключительно на реалистичных приключенческих жанрах — вестернах, рассказах о спортсменах, военных историях и приключениях в экзотических странах.

## Авторы
В «Action Stories» активно публиковались произведения следующих авторов:
- Роберт Говард[3]
- Уолт Коберн[4]
- Морган Робертсон
- Хорас Маккой
- Теодор Роско
- Грей Ла Спина
- Энтони М. Рад
- Томас Тьюзди
- Ле Саваж-младший